# Trdnjava Al Džalali
Trdnjava Al Džalali ali trdnjava Aš Šarkija je trdnjava v pristanišču Stari Maskat v Omanu. Trdnjavo so zgradili Portugalci pod Filipom I. Portugalskim v 1580-ih na starejši omanski trdnjavi za zaščito pristanišča, potem ko so Maskat dvakrat oplenile osmanske sile. Leta 1650 je padla v roke omanskih sil. Med državljanskimi vojnami med letoma 1718 in 1747 so trdnjavo dvakrat zavzeli Perzijci, ki so bili povabljeni, da pomagajo enemu od rivalskih imamov. Trdnjava je bila kasneje obsežno prezidana.
Včasih je Al Džalali služila kot zatočišče ali zapor za člana kraljeve družine. Večji del 20. stoletja je bila uporabljena kot glavni omanski zapor, vendar je ta funkcija prenehala v 1970-ih. Trdnjava al-Džalali je bila obnovljena leta 1983 in spremenjena v zasebni muzej omanske kulturne zgodovine, ki je dostopen samo dostojanstvenikom, ki obiščejo državo. Razstave vključujejo topove, stare muškete in drugo strelno orožje, zemljevide, preproge in druge artefakte.

## Etimologija
Portugalci so strukturo imenovali Forte de São João (trdnjava sv. Janeza). Izvor sedanjega imena Al Džalali je sporen. Ena od teorij pravi, da izhaja iz arabščine in pomeni »velika lepota«. Legenda pravi, da je dobila ime po poveljniku Balučijev, imenovanem Mir Džalal kan iz plemena Hut, tako da je bila trdnjava Al-Mirani poimenovana po njegovem bratu, Mir Miranu, ki je bil tudi poveljnik. Trdnjava Al Džalali je znana tudi kot trdnjava Aš Šarqija.

## Lega
Maskat pomeni »sidrišče«. V skladu s svojim imenom je Stari Maskat naravno pristanišče na strateški lokaciji med Perzijskim zalivom in Indijskim oceanom. Leži na obali Omanskega zaliva v zalivu, dolgem približno 700 metrov, ki ga pred morjem ščiti skalnat otok.  Pristanišče je obdano z gorami, kar otežuje dostop iz podeželske strani. Maskat je morda opisal geograf Ptolemaj v 2. stoletju, ki je opazil »skrito pristanišče« v regiji.
Trdnjava Al Džalali stoji na skalnem vzpetini na vzhodni strani pristanišča Maskat. Obrnjena je proti trdnjavi Al-Mirani, ki je zgrajena na drugi vzpetini na zahodni strani. Maskat so pred napadi z morja močno branili ti dve trdnjavi, trdnjava Muttrah bolj na zahodu in druge trdnjave na skalnatih grebenih, ki obdajajo zaliv. Do nedavnega je bila trdnjava dostopna le s strani pristanišča po strmih kamnitih stopnicah. Melioracija zemlje na morski strani skale je zdaj zagotovila prostor za heliport. Zaradi tirne vzpenjače je trdnjava bolj dostopna.

## Zgodovina

### Ozadje
V zgodnjem 15. stoletju je bil Maskat manjše pristanišče, ki so ga ladje uporabljale kot kraj za zbiranje vode. Do začetka 16. stoletja je postajal pomembno trgovsko središče. V tem času je notranjosti Omana vladal arabski imam, obala, na kateri je ležal Maskat, pa je bila podrejena perzijskemu kralju Hormuza. Leta 1497 je portugalski pomorščak Vasco da Gama našel pot okoli južnega rta Afrike in na vzhod do Indije in Otokov začimb. Portugalci so hitro začeli vzpostavljati monopol nad trgovino z začimbami, svilo in drugim blagom. Prišli so v konflikt z mameluškim Egiptom, katerega trgovina z Evropo preko Rdečega morja je bila ogrožena. Hormuz je bil glavno središče trgovske poti z modernim Irakom in Iranom skozi Perzijski zaliv. Portugalci so želeli nadzor tudi nad to potjo.
10. avgusta 1507 je odprava šestih ladij pod poveljstvom admirala Afonsa de Albuquerqua zapustila novoustanovljeno portugalsko oporišče na Sokotri s ciljem Hormuz. Portugalski viri podajajo različne poročila o ukazih, izdanih Albuquerqueju. Nekateri pravijo, da je dobil navodila, naj zavzame Aden in blokira Rdeče morje, namesto da zavzame Hormuz. Morda mu je bila dana precejšnja diskrecijska pravica pri izbiri njegovega pristopa, s splošnim ciljem prekinitve trgovine. Portugalci so pluli vzdolž obale Omana in uničevali ladje ter plenili mesta. Pri Qurajatu, ki so ga zavzeli po težkem boju, so Portugalci pohabili ujetnike, pobili prebivalce ne glede na spol in starost, mesto pa oplenili in požgali. Maskat se je sprva brezpogojno predal, da bi se izognil isti usodi. Vendar so ljudje svojo pokornost umaknili, ko so prispele okrepitve. Albuquerque je začel uspešen napad na Maskat. Poklal je večino prebivalcev, nato pa mesto izropal in požgal.
Portugalci so nadaljevali ob obali. Guverner Soharja se je strinjal, da bo svojo zvestobo prenesel na portugalskega kralja in plačal davek. Portugalci so prispeli v Hormuz 26. septembra 1507. Mesto so zavzeli po hudem odporu 10. oktobra 1507. Albuquerque je podpisal pogodbo, po kateri so bili Portugalci oproščeni carin in so lahko v Hormuzu zgradili trdnjavo in trgovsko skladišče. Maskat je zdaj postal redno pristanišče za Portugalce. Diogo Fernandes de Beja je tja prišel leta 1512 pobirat davek. Albuquerque, zdaj podkralj Indije, ga je obiskal marca 1515. Leta 1520 se je flota triindvajsetih portugalskih ladij zasidrala v pristanišču na poti iz Rdečega morja v Hormuz. Ko je novembra 1521 izbruhnil splošni upor proti portugalski oblasti nad Hormuzom, je bil Maskat edino mesto, kjer Portugalci niso bili napadeni.

### Portugalska trdnjava
Leta 1527 so Portugalci začeli graditi vojašnico, skladišče in kapelo v Maskatu, ki je bila očitno dokončana leta 1531. Sila štirih osmanskih galiotov je leta 1546 vstopila v pristanišče in obstreljevala mesto, vendar ni pristala. Da bi svojo bazo naredili bolj varno, so Portugalci poslali inženirja, da bi zgradil trdnjavo zahodno od pristanišča, kjer danes stoji al-Mirani. Portugalci so to prvo trdnjavo zgradili leta 1550  na morda prej obstoječi trdnjavi, ki jo je Albuquerque omenil v svojem opisu Maskata. Aprila 1552 je osmanska flota štiriindvajsetih galeotov in štirih oskrbovalnih ladij pod vodstvom Pirija Reisa zapustila Suez na poti proti Hormuzu, da bi odpravila portugalsko prisotnost v regiji. Predhodna sila se je julija 1552 izkrcala v Maskatu. Po osemnajstdnevnem obleganju Maskata je mesto padlo in trdnjava je bila uničena. Poveljnik João de Lisboa in 128 Portugalcev so bili ujeti. Prispelo je glavno osmansko ladjevje in združeno ladjevje je šlo naprej proti Hormuzu. Portugalci so dve leti kasneje mesto ponovno osvojili in leta 1554 odbili nov napad Turkov.
Trdnjava Al Džalali je bila zgrajena po tem, ko so Osmani leta 1582 drugič oplenili Maskat. Leta 1587 je bil kapitan Belchior Calaça poslan v Maskat, da bi zgradil trdnjavo, ki so jo poimenovali Forte de São João. Vrh vzpetine na kateri stoji trdnjava, je bil najprej zravnan, skala pa utrjena. Calaça je zgradil cisterno za vodo za stanovalce in trdnjavo oborožil s topovi. Zdi se, da je zgrajena na starejših temeljih. Glavna izboljšava, ki so jo naredili Portugalci, je bila izdelava topovskega krova, ki gleda na pristanišče. Trdnjava al-Džalali in dvojček trdnjava al-Mirani sta bili dokončani med letoma 1586 in 1588.
Portugalci so se v regiji soočali z vse večjo konkurenco angleških in nizozemskih trgovcev. Leta 1622 so združene perzijsko-angleške sile zavzele Hormuz. Po tem so Portugalci zgradili trdnjave v drugih pristaniščih na omanski obali, čeprav so jih večino v letih 1633–34 opustili in se osredotočili na obrambo Maskata. Po letu 1622 so Portugalci začeli krepiti trdnjavo Al Džalali, očitno z namenom, da postane glavna trdnjava. Vendar je leta 1623 Forte do Almirante (današnja trdnjava Al-Mirani) še vedno veljala za pomembnejšo izmed obeh trdnjav in jo je guverner Maskata uporabljal kot rezidenco v vročem vremenu.
Leta 1625 so Portugalci okoli Maskata zgradili obzidje in stolpe, da bi izboljšali obrambo. Ostanki teh trdnjav obstajajo še danes. Maskat je izčrpaval portugalske finance, saj so bile za njegovo obrambo potrebne velike vojaške in pomorske sile. Trgovina ni uspevala, kot so upali, saj je bil perzijski trg zanje zaprt do leta 1630. Do takrat so Nizozemci in Angleži prevladali v trgovini v Perzijskem zalivu.
Nasir bin Murshid (vladal 1624–49) je bil prvi imam dinastije Jaruba v Omanu, izvoljen leta 1624. Uspelo mu je združiti plemena s skupnim ciljem izgona Portugalcev. Nasir bin Muršid je pregnal Portugalce iz vseh njihovih baz v Omanu, razen iz Maskata. Leta 1649 ga je nasledil njegov bratranec sultan bin Saif. Decembra 1649 so sile sultana bin Saifa zavzele mesto Maskat. Približno 600 Portugalcem je uspelo pobegniti po morju, drugi pa so pobegnili v Forte do Almirante (al Mirani). Predali so se 23. januarja 1650. Zavzetje Maskata iz rok Portugalcev je pomenilo začetek širitve omanske pomorske moči, v kateri so bile portugalske posesti v Indiji in vzhodni Afriki kmalu ogrožene.

### Perzijska invazija
Po smrti petega omanskega imama Jaruba, sultana bin Saifa II. leta 1718, se je začel boj med rivalskimi kandidati za imamat. Trdnjava al-Džalali je bila med to državljansko vojno poškodovana. Država je bila razdeljena med Saifa bin Sultana II. in njegovega bratranca Bal'araba bin Himjarja, tekmeca imama. Ko je ugotovil, da njegova moč usiha, je Saif bin Sultan II. prosil za pomoč perzijskega šaha Naderja. Leta 1738 sta bili trdnjavi predani perzijskim silam. Perzijci so se vrnili v Perzijo in s seboj odnesli svoj plen.
Nekaj let kasneje je Saif bin Sultan II., ki je bil odstavljen, ponovno poklical na pomoč. Perzijska ekspedicija je prispela v Džulfar okoli oktobra 1742. Perzijci so neuspešno poskušali zavzeti Maskat, z zvijačo jih je porazil nov imam sultan bin Muršid. Kasneje leta 1743 so se Perzijci vrnili in s seboj pripeljali Saifa bin Sultana II. Zavzeli so mesto Maskat, vendar sta trdnjavi al-Džalali in al-Mirani zdržali in Saif bin Sultan II. jima ni ukazal, naj se predata. Omanski zgodovinarji pravijo, da je perzijski poveljnik Mirza Taki povabil Saifa na banket na svojo ladjo. Saifa je vino omamilo in vzeli so mu pečat. Uporabljali so ga za potrditev ukazov poveljnikom trdnjav, naj se predajo, zvijača, ki je bila uspešna.

### Pozna zgodovina
Ahmad bin Said al-Busaidi, prvi vladar dinastije Al Said, je leta 1749 blokiral Maskat in zavzel trdnjave. Prenovil jih je, zlasti al-Džalali. Funkcija al-Džalalija se je spremenila iz pasivne obrambe pristanišča v bazo, iz katere so lahko pošiljali čete. V desetletjih, ki so sledila, so dodali velike osrednje stavbe in okrogle stolpe.
V začetku leta 1781 sta dva sinova Ahmada bin Saida, Sultan in Saif, prevzela nadzor nad trdnjavama al-Mirani in al-Džalali. Ko je guverner Maskata poskušal vrniti trdnjave, sta Sultan in Saif začela uničujoče bombardirati mesto. Brata sta pridobila podporo močnega šejka Saqarja, ki je aprila 1781 vkorakal v prestolnico. Njihov oče se je strinjal z amnestijo in pustil svojima uporniškima sinovoma, da zadržita obe trdnjavi. Premislil si je in zavzel al Mirani, medtem ko sta brata nekaj mesecev držala al Dželalija.
Sultan in Saif sta nato ugrabila svojega brata Saida bin Ahmada in ga zaprla v al Džalali. Imam, njihov oče, je pohitel v Maskat, ki ga je dosegel januarja 1782. Poveljniku al Miranija je ukazal, naj strelja na al Džalali, medtem ko so se njegove ladje pridružile z vzhodne strani trdnjave. Medtem ko je to potekalo, je Said bin Ahmad podkupil svojega ječarja in pobegnil. Izolirana in brez talca sta se brata strinjala, da se bosta predala. Imam je vzel Saifa in ga držal pod nadzorom, da bi preprečil nov upor. Said bin Ahmad je vladal od leta 1783 do 1789. Med njegovo vladavino je bil njegov sin nekaj časa zaprt v trdnjavi al-Džalali s strani guvernerja Maskata, dokler ga drugi od njegovih sinov ni uspel osvoboditi.
Trdnjava je večkrat omenjena v zgodovini Omana 19. stoletja. Medtem ko je bil vladar Omana v začetku leta 1803 odsoten na romanju v Meko, je njegov nečak Badr bin Saif poskušal prevzeti nadzor nad trdnjavo Džalali. Zgodba pravi, da so ga v veliki škatli pretihotapili v trdnjavo, a ga je odkril hindujski trgovec. Uspelo mu je pobegniti in se zateči v Katar. Junija 1849 je guverner Soharja z britanskim prebivalcem sklenil pogodbo o zatiranju trgovine s sužnji. To je sprožilo upor verske stranke, v kateri je bil guverner ubit, njegov oče Hamad pa je postal guverner. Omanski sultan, ki je takrat prebival v Zanzibarju, je poskrbel, da so Hamada prijeli in vrgli v ječo v trdnjavi Al Džalali. Hamad je umrl 23. aprila 1850 bodisi zaradi lakote bodisi zaradi zastrupitve. Leta 1895 so plemena oplenila Maskat. Sultan Faisal bin Turki se je zatekel v trdnjavo al-Džalali, dokler njegov brat, ki je držal trdnjavo al-Mirani, ni ponovno prevzel nadzora nad mestom.
Večino 20. stoletja je bila trdnjava al-Džalali glavni zapor v Omanu, v katerem je bilo zaprtih približno 200 zapornikov. Nekateri so bili Omanci iz notranjosti, ujeti med vojno Džabal Akhdar (1954–59) ali zajeti po tej vojni. Druge zapornike so ujeli med Dofarskim uporom (1962–76). Bil je najbolj razvpit med omanskimi zapori, ki je bil znan po grozljivih razmerah. Polkovnik David Smiley, poveljnik sultanovih oboroženih sil v Maskatu, je zapor označil za »pravo peklensko luknjo«. Leta 1963 je štiriinštirideset zapornikov pobegnilo v dobro načrtovanem pobegu, vendar so večino hitro ujeli, saj so bili prizadeti zaradi oslabelega fizičnega stanja. Leta 1969 je stražar pomagal pobegniti dvema članoma kraljeve družine, a so ju po nekaj dneh ujeli. Zapor so zaprli v 1970-ih. 

## Zgradba in razstava
Trdnjava al-Džalali je bila obnovljena leta 1983. Danes je le malo ostankov portugalskega obdobja razen nekaj napisov v tem jeziku. Spremenjena je bila v muzej omanske kulturne zgodovine. Odprta je za pomembne osebe, kot so gostujoči voditelji držav, ne pa za javnost.
Trdnjava je sestavljena iz dveh stolpov s povezovalnim zidom, prebodenim z odprtinami za topove. Notranjost je zdaj urejena s fontanami in bazeni, drevesi in vrtovi. Rezultat je bil opisan kot Disneyfication. V središču trdnjave je dvorišče, zasajeno z drevesi. Okoli njega na različnih ravneh so sobe, ograjeni prostori in stolpi, dostopni skozi zapleten niz stopnišč, ki so morda nekoč imeli obrambni namen. Masivna vrata s štrlečimi železnimi konicami ščitijo dele trdnjave.
Razstave vključujejo topove na odprtinah za puške s streli, vrv in opremo za streljanje ter stare muškete in drugo strelno orožje. Obstajajo zemljevidi in zgodovinske ilustracije, vključno s ploščo, ki prikazuje vetrove in tokove v zalivu Maskat. Ena soba s stropom iz palmovih hlodov je polna kulturnih ostankov Omana. Osrednji kvadratni stolp hrani glavne muzejske eksponate, vključno s preprogami, lončenino, nakitom, orožjem, gospodinjskimi pripomočki in držali za kadila. Jedilnica gleda na dvorišče za ugledne obiskovalce. V tej sobi je ohranjena stara vetrnica, ki je bila nekoč ročna, zdaj pa mehanizirana.
Trdnjava igra vlogo pri posebnih dogodkih, kjer kraljevi dhov in jahta priplujeta skozi pristanišče, sprožijo ognjemete in na obzidjih igrajo gajdaši.